# Bernardo I van Kongo
Bernardo I van Kongo (overleden in 1567) was een 16e-eeuwse Mwene Kongo van het Koninkrijk Kongo, een regio die delen van het huidige Angola en de Democratische Republiek Congo omvatte.

## Levensloop
Hij kwam aan de macht na de moord op zijn halfbroer Afonso II van Kongo, die minder gunstig tegenover de Portugezen stond.
Zijn regeerperiode duurde van 1561 tot 1567. Bernardo I werd gedood tijdens een gevecht met de Yaka aan de oostelijke grens van Kongo. De Yaka, die door de Kongolezen en de Portugezen "Jagas" werden genoemd, zouden in 1568 Kongo binnenvallen en het koninkrijk bijna veroveren.